# Мерріфілд (Міннесота)
Мерріфілд (англ. Merrifield) — переписна місцевість (CDP) в США, в окрузі Кроу-Вінг штату Міннесота. Населення — 140 осіб (2010).

## Географія
Мерріфілд розташований за координатами 46°28′3″ пн. ш. 94°10′29″ зх. д. / 46.46750° пн. ш. 94.17472° зх. д. (46.467412, -94.174627).  За даними Бюро перепису населення США в 2010 році переписна місцевість мала площу 1,41 км², уся площа — суходіл.

## Демографія
Згідно з переписом 2010 року, у переписній місцевості мешкало 140 осіб у 69 домогосподарствах у складі 48 родин. Густота населення становила 100 осіб/км².  Було 104 помешкання (74/км²).
Расовий склад населення:
| - 97,9 % — білих - 0,7 % — корінних американців - 0,7 % — азіатів |

До двох чи більше рас належало 0,7 %. Частка іспаномовних становила 1,4 % від усіх жителів.
За віковим діапазоном населення розподілялося таким чином: 7,1 % — особи молодші 18 років, 65,0 % — особи у віці 18—64 років, 27,9 % — особи у віці 65 років та старші. Медіана віку мешканця становила 55,3 року. На 100 осіб жіночої статі у переписній місцевості припадало 102,9 чоловіків;  на 100 жінок у віці від 18 років та старших — 100,0 чоловіків також старших 18 років.
Середній дохід на одне домашнє господарство  становив 59 274 долари США (медіана — 53 750), а середній дохід на одну сім'ю — 47 926 доларів (медіана — 53 750). 
Цивільне працевлаштоване населення становило 50 осіб. Основні галузі зайнятості: мистецтво, розваги та відпочинок — 26,0 %, освіта, охорона здоров'я та соціальна допомога — 22,0 %, виробництво — 16,0 %.